# Парис (Айдахо)
Вижте пояснителната страница за други значения на Парис.
Парис (на английски: Paris) е град в окръг Беър Лейк, щата Айдахо, САЩ. Парис е с население от 576 жители (2000) и обща площ от 9,1 km². Намира се на 1818 m надморска височина. ЗИП кодът му е 83261, 83287, а телефонният му код е 208.